# Mike O'Driscoll
Mike O'Driscoll é o atual diretor executivo da equipe de Fórmula 1 da Williams.
O'Driscoll nasceu em Coventry, Inglaterra. Ele começou sua carreira na indústria automobilística como um estudante de negócios no final dos anos 1970 com a Jaguar Rover Triumph no Reino Unido e ocupou vários cargos nas funções de finanças, desenvolvimento de produto e marketing da empresa. Em 1987, O'Driscoll mudou-se para os Estados Unidos, trabalhando para a Jaguar em seus negócios naquele país. Posteriormente, ele passou algum tempo com a Ford durante a década de 1990, mas retornou à Jaguar em 2000, assumindo a presidência do ramo estadunidense da Jaguar. Retornando ao Reino Unido em 2007, Mike ajudou a Jaguar durante sua transição para a posse da Tata Motors. O'Driscoll se aposentou como diretor em 2011.
Posteriormente tornou-se presidente do museu da Jaguar. E, se juntou à diretoria da Williams como diretor não-executivo, tornando-se diretor executivo do Grupo - um novo cargo - no meio da temporada 2013 e manteve-se nessa posição desde então.